# Dentex barnardi
Espèce
Dentex barnardi, est une espèce de poissons de la famille des Sparidae.